# NATO-Truppen-Schutzgesetz
Das Gesetz über den Schutz der Truppen des Nordatlantikpaktes durch das Straf- und Ordnungswidrigkeitenrecht, amtliche Kurzform NATO-Truppen-Schutzgesetz (NTSG), ist eine deutsche Rechtsnorm, die die Anwendung diverser Rechtsvorschriften zum Schutz der nichtdeutschen Vertragsstaaten des Nordatlantikpaktes und ihrer in der Bundesrepublik Deutschland stationierten Truppen, und bei Straftaten gegen selbige regelt.
Das Gesetz resultiert aus der Änderung des Vierten Strafrechtsänderungsgesetzes in Artikel 48 des Zweiten Gesetzes über die Bereinigung von Bundesrecht im Zuständigkeitsbereich des Bundesministeriums der Justiz (2. BMJBBG), Gesetz vom 23. November 2007 – Bundesgesetzblatt Teil I 2007 Nr. 59 29. November 2007 S. 2614, das am 30. November 2007 in Kraft trat.